# Cosmozetes simplisetosus
Cosmozetes simplisetosus är en kvalsterart som beskrevs av Sandór Mahunka 2005. Cosmozetes simplisetosus ingår i släktet Cosmozetes och familjen Microzetidae. Inga underarter finns listade i Catalogue of Life.